# Aulă
O aulă este o sală de conferințe de mari dimensiuni într-o clădire publică (institut de cultură, universitate). 
La unele universități se numește Aula Magna.
Originea aulei se află în arhitectura greacă și romană, aceasta fiind o intrare descoperită într-un edificiu important sau un peristil în interiorul caselor.

## Etimologie
Substantivul românesc aulă are etimologie multiplă: latină aula, aulae: „curte interioară”; „încăperea principală”, „atriu”; „curte a unui prinț”, „palat” și germană Aula: „aulă”, „sală de festivități”